# Athetis furvula
Athetis furvula là một loài bướm đêm trong họ Noctuidae.